# Rudolf Brucci
Rudolf Brucci (parfois Bruči ; né le 30 mars 1917 à Zagreb et mort le 30 octobre 2002 à Novi Sad) est un compositeur croate de l'ex-Yougoslavie, d'origine italienne.